# Dorin Mateuţ
Dorin Mateuț (Révkolostor,  1965. augusztus 5. –) aranycipős, román válogatott labdarúgó.